# Stictonectes formosus
Stictonectes formosus är en skalbaggsart som först beskrevs av Aubé 1838.  Stictonectes formosus ingår i släktet Stictonectes och familjen dykare. Inga underarter finns listade i Catalogue of Life.